# Heir

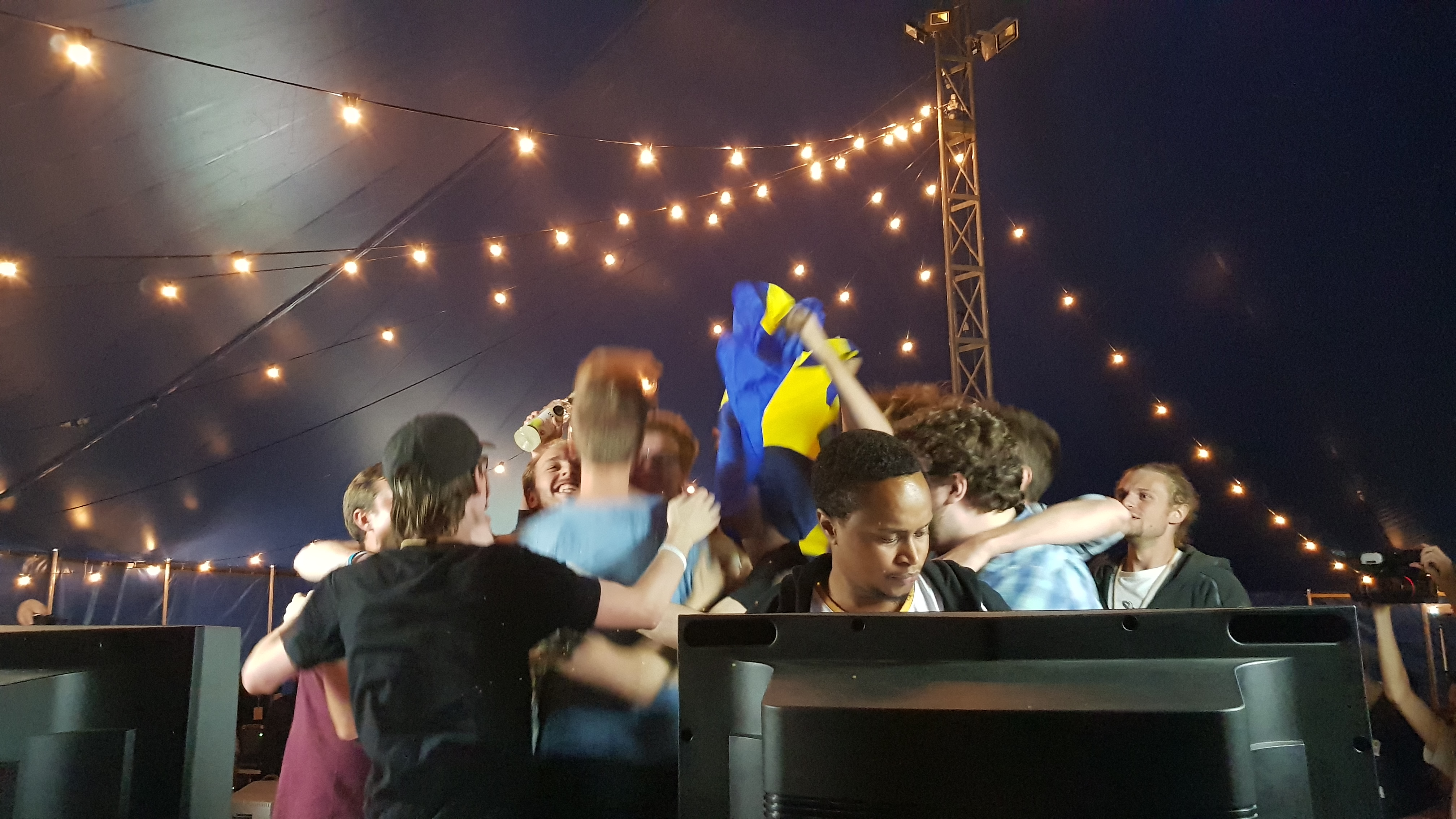
Au Heir 5, Professor Pro est éliminé par le joueur suédois Daydee.

Le Heir est un tournoi européen de Super Smash Bros. Melee et, sur certaines éditions, de Project M.

## Historique
La série Heir To The Throne naît le week-end du 28 août 2014 à Birmingham et inclut Super Smash Bros. Melee, Project M et Super Smash Bros. Brawl.
Heir II The Throne est annoncé pour le week-end du 14 août 2015 à Nottingham. Le tournoi de Project M est le plus grand de l'histoire du jeu en Europe et la compétition rassemble des joueurs de treize pays différents.
Le Heir 4 est annoncé comme étant le dernier de la série et ne contient que Super Smash Bros. Melee : il est organisé du 17 au 21 août 2017 à l'université de Nottingham. Le format du tournoi reste le même : une soirée le jeudi, puis les événements secondaires, dont le Contract visant à définir un joueur à fort potentiel qui sera sponsorisé un an, et le tournoi classique le week-end en simples et en doubles. Lors du tournoi par pays, la Suède l'emporte. Leffen finit par gagner le tournoi devant l'Américain S2J et l'espagnol Trif.
En 2018, le Heir est à nouveau organisé avec une campagne de communication entièrement basée sur l'image « faite maison » du tournoi : bières et cartons de pizza forment l'essentiel des supports de communication. Le lieu du tournoi est déplacé à l'université de Leicester. Il s'agit du plus grand tournoi de Super Smash Bros. Melee d'Europe avec 752 joueurs, et toutes les places sont vendues en moins de douze heures après l'ouverture des inscriptions. Armada choisit de se disqualifier du tournoi en simple en invoquant un burn-out dû aux nombreux tournois américains auxquels il a participé pendant les mois précédents ; Leffen, après avoir parlé de suivre son exemple, finit par participer au tournoi et par le remporter devant les Américains Westballz et S2J.

## Résultats
- 2014 : Fuzzyness, Vanity Angel, Professor Pro[1]
- 2015 : Armada, Lucky, Tekk[8]
- 2016 : Armada, The Moon, ChuDat[9]
- 2017 : Leffen, S2J, Trif[3]
- 2018 : Leffen, Westballz, S2J[5]